# Cédric Hervé
Cédric Hervé (født 14. november 1979 i Dinan) er en fransk tidligere professionel cykelrytter.